# نسیم مرعشی
نسیم مرعشی زادهٔ سال ۱۳۶۲ در اهواز، فارغ‌التحصیل رشته مهندسی مکانیک، نویسنده و روزنامه‌نگار ایرانی است. وی با کتاب پاییز فصل آخر سال است در سال ۱۳۹۳ برنده جایزه ادبی جلال آل‌احمد شد. «هرس» نام کتاب دیگری از این نویسنده است .

## سرگذشت
وی دوران کودکی و نوجوانی خود را در اهواز گذراند. از سال ۱۳۸۵ روزنامه‌نگاری را در هفته‌نامهٔ همشهری جوان شروع کرد. از سال ۱۳۸۸ به داستان‌نویسی روی آورد. چندین رمان و داستان کوتاه از او منتشر شده‌است. او فارغ‌التحصیل رشته مهندسی مکانیک از دانشگاه علم و صنعت ایران است. 

## سبک
مکان در داستان‌های مرعشی جایگاه ویژه‌ای دارد و همین باعث شده فضاسازی و تصویرسازی، به ویژه از مکان، دو ویژگی مهم آثارش باشد. علاوه بر تصویرسازی و تلخی، بومی بودن داستان و روایت‌گری چالش‌ها و مسائل اجتماعی را هم می‌توان به ویژگی‌های آثار مرعشی اضافه کرد.

## آثار

### رمان
- پاییز فصل آخر سال است (۱۳۹۳)
- هرس (۱۳۹۶)
- درباره کشتن(۱۴۰۲)
- آذرباد (۱۴۰۴)

درسا و ماجرای عجیب کلاس دوم (۱۴۰۱)

### فیلم‌نامه
- بهمن (۱۳۹۳)